# Пелину (Констанца)
Пелину (рум. Pelinu) насеље је у Румунији у округу Констанца у општини Комана. Oпштина се налази на надморској висини од 80 m.

## Становништво
Према подацима из 2002. године у насељу је живело 312 становника.

### Попис2002.
| Расподела становништва по националности 2002.‍ | Расподела становништва по националности 2002.‍ | Расподела становништва по националности 2002.‍ | Расподела становништва по националности 2002.‍ | Расподела становништва по националности 2002.‍ |
| --------------------------------------------- | --------------------------------------------- | --------------------------------------------- | --------------------------------------------- | --------------------------------------------- |
|                                               |                                               |                                               |                                               |                                               |
| Румуни                                        | Румуни                                        |                                               | 285                                           | 91,3%                                         |
| Турци                                         | Турци                                         |                                               | 16                                            | 5,1%                                          |
| Татари                                        | Татари                                        |                                               | 11                                            | 3,5%                                          |